# Contexto situacional
Contexto situacional o situación comunicativa es la circunstancia en que nos orientamos para poder interpretar el contenido de un mensaje de forma pertinente. Con la información obtenida se pueden dar los siguientes ejemplos:
- Si al entrar en un salón u oficina con diez minutos de adelanto, el encargado de este lugar dice vaya ¡qué puntualidad!, se entiende que esto es un elogio.
- Pero, si la misma expresión es escuchada cuando una persona llega con más de 40 minutos de retraso, automáticamente el significado de ésta cambia.[2]
- Para que el enunciado Cierre la puerta, por favor tenga sentido, es necesario que haya ciertos requisitos contextuales que son parte de la situación de habla: que haya una puerta en el lugar donde ocurre el diálogo, y que esté abierta, entre otras cosas.[3][1]

Como se puede apreciar, el contexto situacional se define como el entorno de una emisión que sirve para la comprensión de su significado. Todo contexto situacional implica necesariamente:
| 1 Emisor                   | ¿Quién?                  |
| 1 Receptor                 | ¿A quién?                |
| 1 Mensaje                  | ¿Qué?                    |
| 1 Espacio                  | ¿Dónde?                  |
| 1 Tiempo                   | ¿Cuándo?.                |
| 1 Relación emisor-receptor | ¿Se tratan como iguales? |

## Relación emisor-receptor
Esta relación se establece como el nivel de cercanía interpersonal que poseen emisor y receptor y se explica debido a que es algo poco entendido dentro de los términos de comunicación.
Existen dos tipos de relación, que son:
- Relación asimétrica: se refiere a un interlocutor en un cargo de poder o autoridad quien habla con un subalterno. Puesto que el subalterno no puede dirigirse al superior de forma horizontal. Entre ambos el registro sería formal.

- Relación simétrica: se refiere a un emisor y receptor para los cuales es irrelevante tener una jerarquía entre ambos. Su registro será por lo general informal.